# Tysaahtełek
Tysaahtełek (ukr. Тисаагтелек) – wieś na Ukrainie. Należy do rejonu użhorodzkiego w obwodzie zakarpackim i liczy 684 mieszkańców.